# 나만의 불청객
《나만의 불청객》(同学,你什么時候从我家搬走?)은 2023년 방송되었던 중국의 드라마이다.

## 줄거리
- 고등학교 2학년 2학기 쑤차오는 새로 전학 온 린쯔루와 짝꿍이 된다. 그런데 그의 등장은 쑤차오에게 재앙이나 다름없었다. 쑤차오의 집에 신세 지면서 그녀의 방까지 빼앗아 간 린쯔루는 잘생긴 외모와 부지런한 성격을 앞세워 학교 친구들과 마을 사람들까지 자기편으로 만들고 오히려 쑤차오가 고립되는 상황에 놓이게 되는데...

## 등장 인물
- 지메이한 - 쑤차오 역
- 장가석 (张家硕) - 린쯔루 역
- 서빈 (徐滨) - 팡량 역
- 소우칠 (邵羽柒) - 관진진 역
- 나성암 (那圣岩) - 왕니엔위 역
- 노흠 (卢鑫) - 후즈페이 역
- 이승석 (李丞汐) - 위신 역